# Ceratocapsus camelus
Ceratocapsus camelus är en insektsart som beskrevs av Knight 1930. Ceratocapsus camelus ingår i släktet Ceratocapsus och familjen ängsskinnbaggar. Inga underarter finns listade i Catalogue of Life.